# Тарашанська сільська територіальна громада
Тарашанська сільська громада — територіальна громада в Україні, у Чернівецькому районі Чернівецької області. Адміністративний центр — село Тарашани.
Площа громади — 105,1 км², населення — 7 589 мешканців (2020).

## Населені пункти
У складі громади 5 сіл:
- Поляна
- Привороки
- Станівці
- Тарашани
- Турятка